# Collection 1994-2001
Collection 1994-2001, släppt 18 juni 2001, är ett samlingsalbum av det svenska dansbandet Barbados.
Albumet släpptes i nytryck 2006 efter att Warner Music Group köpte upp Mariann Grammofon.

## Låtlista
1. Disco King (ny låt)
2. I mörkret med dig (ny låt)
3. Någonting har hänt
4. Hold Me
5. Alla dina kyssar
6. Nätterna med dig i Kalifornien
7. The Lion Sleeps Tonight
8. Nu kommer flickorna
9. Grand Hotel
10. Ditt namn och ditt nummer
11. Blå horisont (Blueprint Remix)
12. Belinda
13. Rosalita (engelsk version) (ej tidigare utgiven)
14. Happy people (engelsk version)
15. Kom hem (P3 radio version)
16. Secret
17. Allt som jag ser
18. Vi kan nå himlen
19. Kisses in the sky (ny låt)

### Listplaceringar
| Lista (2001) | Topplacering |
| ------------ | ------------ |
| Sverige      | 8 .          |